# Fígols i Alinyà
Fígols i Alinyà là một đô thị trong ‘‘comarca’’ Alt Urgell, tỉnh Lleida, Catalonia, Tây Ban Nha.

## Các khu vực bên trong
Fígols i Alinyà gồm 5 làng. Dân số năm 2001:
- Alinyà (70), trên đường từ Organyà đến Bergà
- L'Alzina d'Alinyà (29)
- Canelles (6)
- Fígols (152)
- Perles (16)

## Biến động dân số
Population figures from before 1972 are the sum of the populations of Fígols d'Organyà and of Alinyà.
| 1900 | 1930 | 1950 | 1970 | 1986 | 2007 |
| ---- | ---- | ---- | ---- | ---- | ---- |
| 940  | 1089 | 920  | 576  | 377  | 265  |